# Bactrocera biguttata
Bactrocera biguttata är en tvåvingeart som först beskrevs av Mario Bezzi 1916.  Bactrocera biguttata ingår i släktet Bactrocera och familjen borrflugor. Inga underarter finns listade.